# Kumi Koda
Kumi Koda (倖田 來未) (13 de novembre de 1982, Prefectura de Kyoto, Japó) és una cantant de Rhythm and blues.

## Biografia

### Inicis
Kumi va ser la primera dona a arribar a la família dels Kōdona, seguida un any després per la seua germana Misono. La seua carrera com a cantant fou principalment donada suport pel seu avi (qui li va ensenyar a tocar l'instrument tradicional shakuhachi) i la seua mare (que li va ensenyar a tocar l'arpa japonesa). Des dels tres anys Kumi va començar a practicar dansa tradicional japonesa. Solia mirar a la seua mare cantar en reunions familiars i festes i sempre va admirar la seua habilitat per a callar completament a l'audiència amb la seua forma de cantar. En un dels seus anuaris de primària, Kumi va escriure "Vull convertir-me en una cantant quan siga gran". També va ser la seua mare qui li proposa utilitzar un pseudònim per al seu futur debut, canviant el seu cognom original i escurçant el seu nom, per a fer-lo més senzill: de Kōdona Kumiko (神田來未子) a només Kōdona Kumi (倖田來未).
La primera audició de Kumi va ser en tercer grau de primària, encara que no va assolir un reconeixement real. Mentre assistia a la secundària Seika en Kioto, es presentà a diversos càstings i audicions, fins i tot tractà de ser part del projecte de Hello! Project dit Morning Musume, però no va assolir ser seleccionada.

### Debut
En 1999 quan només tenia 16 anys, es presenta a l'audició Avex Dream 2000, organitzada pel segell Avex Trax. La jove assoleix quedar entre les finalistes i guanya el concurs, quedant dins de Rhythm zone, sub-segell de música urbana dins d'Avex.
Kumi començà a escriure lletres de cançons sense que li anara donada la data del llançament del seu primer senzill encara. El primer senzill de la cantant, "TAKE BACK", va ser llançat en desembre de l'any 2000, però va ser un total fracàs, ni tan sols assolint entrar al Top 50 de les llistes d'Oricon. Kumi caigué en una depressió degut al fet que va sentir tota la pressió i el fracàs del seu senzill sobre si mateixa, a pesar que el senzill va ser llançat fins i tot en els Estats Units sota el pseudònim de Kōdona i va assolir entrar al Top 20 de les llistes de música dance més popular de les llista de Billboard. La seua meta veritable era ésser reeixida inicialment en el seu propi país, per a potser en algun futur triomfar en altres països.
El seu segon senzill, "Trust Your Love", també va ser un fracàs en Japó, però en els Estats Units obstaculitza al #19 de les llistes Billboard i núm. 1 en les llistes dance d'aquesta. Mentre el nom de Kōdona s'anava fent una mica més conegut, van començar a sorgir crítiques en Occident respecte al mal ús de la cantant de l'idioma anglès. Els següents dos senzills "COLOR OF SOUL" i "So Into You" només van ser llançats en Japó, però les vendes van ser deplorables.
Poc després va ser llançat el primer àlbum d'estudi de Kumi, titulat Affection i encara que va assolir bones vendes, la jove va declarar en una entrevista a executius d'Avex Trax que en aquesta època de la seua carrera estava realment confosa, i ni tan sols sabia les cançons que cantava, només feia el que li deien i estava entotsolada en alguna vegada assolir un veritable èxit, posant-se en enter a la disposició dels seus productors i apoderats. Fins a l'any 2002, a pesar d'estar llançant regularment nous treballs discogràfics, no va assolir dur cap als primers llocs.

### Real emotion
Segons la mateixa artista el llançament del seu setè senzill "Real Emotion/1000 no Kotoba" va ser el qual va salvar la seua carrera abans de ser acomiadada d'Avex. Ambdues cançons van formar part del popular joc Final Fantasy X-2, en el qual també va doblar la veu del personatge Lenne. "Real Emotion" es convertí en el seu primer èxit veritable, arribant al lloc #3 de les llistes d'Oricon i venent més de 280 mil còpies.
Square Enix (Productora creadora de Final Fantasy X-2) també li va oferir cantar els seus temes en versions en anglès per al llançament de la versió occidental del joc. Una vegada que les cançons van estar gravades i pràcticament llestes per a ser incloses en X-2, Square Enix va decidir finalment no incloure-les, per motius que no foren aclarits. En el seu lloc van ser incloses versions gravades per la nord-americana Jade, vocalista de la banda relativament coneguda al Japó Sweetbox (originària d'Alemanya). Açò creà desconcert i enuig entre fans de Kumi, però finalment les versions que Kumi gravà en anglès de "Real Emotion" i "1000 no Kotoba" van ser incloses en el següent senzill, "COME WITH ME", que obtingué vendes relativament bones.
Aquest sobtat èxit la va ajudar a acaparar l'atenció dels mitjans, però també va fer que augmentara la preocupació entorn de la seua imatge per qui manejaven la seua aparença. Productors d'Avex van començar a pressionar-la perquè es cuidara més, principalment perquè consideraven que tenia problemes adquirint pes. Amb l'ajuda del seu nuvi d'eixe llavors, Kumi va començar a fer estrictes dietes. En aquest mateix temps la seua germana Misono debutava com a cantant al costat de la seua banda Day after tomorrow, arribant a un nivell molt més reeixit en comparança. Kumi s'adonava que la seua germana tenia gran maneig sobre cada pas que començava donar en la seua jove carrera i per aquesta raó decideix obtenir més autonomia. Poc temps després es llança el seu segon àlbum, Grow into one, en el qual Kumi va utilitzar els seus propis sentiments i opinions.
Per a l'enregistrament del seu tercer àlbum d'estudi, Feel my mind, Kumi tingué algunes discussions amb productors dins del segell Avex Trax degut al fet que ella volia explorar nous estils, renovar-se un poc. En els últims temps havia començat a incursionar dins de la música occidental i va començar a deixar-se influenciar per música R&B i Hip-Hop. Va proposar a Avex que li permetera preparar el seu primer tour en algunes localitats del Japó. Ambdues propostes van ser acceptades i començaren a treballar al cap de poc en aquests punts.
Ja en l'època de masterització de Feel my mind, prop del llançament, li va ser demanat a Kumi que cantara el tema de la sèrie "Cutie Honey", originalment escrita per Claude Q. La cantant la va gravar a últim moment perquè assolira ser inclosa dins de l'àlbum, encara que només com bonus track i per temps limitat. La cançó va ser massivament produïda per a les seues fans dins de l'onzè senzill, LOVE & HONEY, on també van ser incloses altres cançons que formaren part de la sèrie Cutie Honey, un anime que després va ser dut a una sèrie live action. El senzill assolí un gran èxit, convertint-se en el seu primer senzill des de "Real Emotion" que abastà entrar al Top 5 de les llistes de senzills d'Oricon, superant les 150.000 còpies venudes. El 13º senzill de l'artista va ser la seua primera balada, titulada "Kiseki", que va assolir possessionar-se dins del Top 10 d'Oricon.
Per a les sessions d'enregistrament per al seu quart àlbum, Secret, Kumi va decidir divertir-se a la seua manera, escrivint quasi completament coses divertides que se li venien a la ment. L'àlbum va assolir convertir-se per un temps en el seu treball d'estudi de millors vendes des del seu debut, entrant al lloc nº 3 de les llistes d'Oricon la setmana del seu llançament. Al superar-se el mig milió de còpies venudes de Secret -el primer disc de Kumi que aconseguia açò- es rellançà com celebració en una edició de luxe, amb noves pistes tant en el disc d'àudio com en el material audiovisual del DVD (en aquest període va ser llançat el tema "Hot Stuff" -col·laboració amb KM-MARKIT- com senzill promocional).
El seu dècim sisè senzill, "Butterfly", va ser llançat temps més tard, i es va convertir en un gran èxit, el seu primer senzill a entrar al segon lloc de les llistes d'Oricon. L'èxit de la cançó li va valdre a l'artista diversos premis, per exemple dos premis de Millor Artista de 2005, atorgat pels prestigiosos Japan Record Awards i també dels Japan Gold Disc Awards. Els senzills que van procedir foren "Flower" (el qual va flaquejar una mica en promoció, ja que no va ser gravat cap vídeo musical per a la cançó) i el senzill de doble cara "Promise / Star": ambdós debuten #4 en les llistes japoneses i èxits regulars.
A 5 anys des del seu debut en l'any 2005, llança la seua primera compilació de senzills titulat BEST first things, amb els seus primers treballs. L'àlbum al cap de poc va assolir entrar també al primer lloc d'Oricon, convertint-se més tard en l'àlbum més venut d'una cantant femenina dins de 2005, derrotant a artistes ja consolidades.

### El boom dels 12 senzills
Dos mesos després del llançament de la primera compilació BEST, en desembre de 2005 va començar un projecte bastant ambiciós: llançar dotze senzills en només tres mesos. Aquest projecte, va dir la mateixa Kumi, va ser planejat per ella mateixa i executius d'Avex un any arrere, conegut com la col·lecció dels 12 senzills, encara que no va tenir cap nom determinat. En total serien llançats dotze senzills, cadascun amb el seu vídeo musical i la promoció deguda.
El primer senzill d'aquesta sèrie va ser la balada titulada "You", considerada una de les seues millors cançons. El senzill es va convertir en la seua primer nº1 en les llistes d'Oricon, quasi trencant la barrera de les 200 mil còpies venudes només en el país nipó. Set dies després era llançat el segon senzill dels dotze, "Birthday Eve", cançó més animada que també va assolir èxit, entrant al nº6 de les llistes Oricon. Aquest va ser un de la majoria dels senzills d'edicions limitades només a 50 mil còpies. L'estada d'aquests dos senzills al mateix temps dins del Top 10 va marcar la primera vegada -des de Ai Ōtsuka en el 2003- que un artista assoleix posicionar dos dels seus senzills dins dels 10 millors venuts del Japó. L'any finalitzà amb el seu primer Japan Record Award, el premi més important atorgat per crítics musicals.
A principis de 2006 la cantant trencaria altra marca al convertir-se en la primera cantant femenina a posicionar tres dels seus senzills dins dels 10 millor venuts: "You", "Shake It Up" i "Lies". Feta repetida solament pel grup masculí B'z en l'any 2003.
Els dotze senzills llançats en general van tenir vendes millors a les esperades i després del llançament de l'últim, titulat "Someday / Boys ♥ Girls" va ser inclòs altre senzill més, el senzill 00 dels 12: "Get It On", que només va ser llançat a través de descàrrega legal per Internet i per telèfons cel·lulars.
BEST second session va ser tret poc temps després, entrant en el primer lloc d'Oricon igual que el seu antecessor, en poc temps trencant el milió de còpies venudes. En aquesta compilació es van incloure tots els 12 senzills (llevat de "Get It On") amb els seus vídeos dins del DVD i les primeres edicions van incloure altre DVD amb el concert promocional del primer BESTrealitzat en 2005.
Aquest ambiciós projecte li va atorgar l'exposició més gran que mai abans havia experimentat. El seu particular estil, considerat per alguns de sexual en extrem, ha arribat fins a catalogar-se de vulgar, però és un fet que s'ha col·locat dins de les figures japoneses més populars, convertint-se també -segons enquestes fetes per Oricon- en la dona més sexy de l'entreteniment en l'actualitat.

### Black Cherry i els seus èxits
Ja acabat l'èxit dels senzills i les dues compilacions de grans èxits, Kumi Koda es va prendre un recés de 2 mesos per a tornar amb un senzill titulat "Koi no Tsubomi" ("Brot d'Amor"), llançat el 24 de maig de 2006. El senzill debutà en el segon lloc dels singles més venuts del Japó i va vendre en la seua primera setmana 140 mil còpies, tenint per la meitat de l'any 2006 la suma més alta de còpies venudes en un senzill arribada per una artista femenina. Kumi va obtenir diversos contractes per a promocionar diversos productes pel seu gran èxit actual, per exemple, les begudes dietètiques de Coca-cola i els telèfons cel·lulars Vodafone 705T.
El primer llibre de fotografies de Kumi, titulat MAROC va ser llançat a la fi de juny, en conjunt amb un nou senzill, el primer de 4 cares A, titulat 4 hot wave, ambdós amb similars portades. Les fotografies per a l'àlbum i el senzill foren preses en la ciutat d'El Marroc: d'allí el nom MAROC. A pesar de no assolir arribar primer lloc d'Oricon, 4 hot wave s'ha convertit en el senzill amb millors vendes en tota la carrera de Kumi Kōdona, assolint vendre més de 300 mil còpies.
Regressa a les melodies lentes amb "Yume no Uta / Futari de", la seua primer senzill balada des de desembre del 2005. Amb "you", el seu primer senzill de doble cara, a partir d'una mateixa melodia va crear dues lletres distintes, una representant felicitat i l'altra tristesa. Poc després d'açò Kumi va llançar altre senzill, una col·laboració al costat de la boyband japonesa EXILE en el tema "WON'T BE LONG". Ambdós treballs van ser grans èxits en les llistes i també en vendes.
Els primers dies de desembre va ser llançat altre senzill de doble cara A, "Cherry Girl/Unmei" i dues setmanes després el seu cinquè àlbum d'estudi després del període dels dos BEST, titulat "Black Cherry". L'àlbum fou un èxit rotund, venent només en la seua primera setmana mig milió de còpies, i romanent en el primer lloc de les llistes d'Oricon per quatre setmanes consecutives. El DVD de l'àlbum contenia en les seues primeres edicions el primer dorama protagonitzat per la mateixa Kumi, Cherry Girl, on comparteix amb diverses figures de l'espectacle japonès.

### Kingdom i l'escàndol
Encara que en les primeres setmanes de l'any 2007 "Black Cherry" seguia venent, Kōdona llançà al març el senzill de doble cara A "BUT / Aishou" i una nova compilació de grans èxits, les seves balades més notables en BEST BOUNCE & LOVERS, ambdós treballs llançats el mateix dia, a més del DVD del seu gira nacional de l'any anterior. Aquest mateix mes, els Japan Gold Disc Awards la premien per les seues grans vendes aconseguides en l'últim temps entre els seus àlbums i senzills. Poc després, a la fi de maig, en el lliurament dels MTV Video Music Awards Japan el vídeo del seu tema "Yume no Uta" va rebre dos guardons: un pel Millor Vídeo d'una Artista Femenina i al Millor Vídeo de l'Any.
El seu 37º senzill, inicialment previst per a ser un senzill de quàdruple cara A, finalment es va reduir al tema "FREAKY", llançat a la fi de juny de 2007. A pesar que va ser canviat a senzill de només una cara, van ser inclosos quatre temes diferents, i el tema principal més el b-side "Run For Your Life" comptaren amb vídeos promocionals. La setmana del seu llançament el senzill arribà al primer lloc de les llistes d'Oricon, convertint-se en el seu quart senzill que ho aconsegueix i ja en la primera setmana a la venda superava les 100.000 còpies venudes. Poc després, en el mes de juliol, Kōdona és convidada a participar en el Live Earth.
Al setembre va ser llançat el senzill "Ai no Uta" (Cançó d'Amor), primer senzill balada del 2007, que va incloure com b-side el tema imatge del Campionat Mundial de Judo 2007, "Come Over". A pesar que en la seua primera setmana el disc no va obtenir tants guanys com els seus anteriors treballs, assolí ser nº 1 en vendes digitals i finalment va superar les més de 150 mil unitats venudes. El senzill nombre 38 de Kōdona fou una col·laboració amb el grup Tohoshinki, llançat el 7 de novembre sota el nom de Last Angel i utilitzat com tema imatge de l'estrena de la pel·lícula Resident Evil: Extinction al Japó. El primer de desembre Kōdona va fer un concert especial en el Tokyo Dome, convertint-se en la quarta artista femenina en interpretar en viu en eixe lloc.
El 30 de gener del 2008 és llançat a la venda l'àlbum Kingdom, diverses versions distintes, entre les quals es van incloure un DVD amb vídeos musicals per a tots els temes inclosos en el disc i un DVD amb un concert limitat efectuat en el Yokohama Arena. En les estadístiques de vendes musicals publicades a la fi de l'any, va ser confirmat que l'àlbum Black Cherry havia estat l'àlbum d'un artista femení amb millors vendes del 2007 i el segon més venut eixe any en general.
El 31 de gener del 2008 Kumi és convidada a conduir el programa radial nocturn All Night Nippon. Li van preguntar sobre matrimoni del seu mànager, què pensava de si el seu mànager volguera tenir fills. Ella llavors respon "a les dones després dels 35 anys, se'ls podreix el líquid amniòtic" i pel que li agradaria que tingueren fills per eixa edat.
Les seues paraules causaren una gran molèstia entre els oïdors del programa i l'escàndol s'estengué fins al punt que Kumi va haver de disculpar-se públicament a través del lloc de la NBS i també en Avex. Avex va retirar tots els anuncis publicitaris de l'artista i van acabar la promoció de Kingdom. Les empreses que l'havien contractat com rostre, Hyoketsu, Honda i Kose, també la van remoure dels seus anuncis i dels seus llocs en internet. Gilette Japan i Morinaga, que planejaven començar promocions utilitzant a Kumi com imatge, també van desistir de la seua decisió.
El 3 de febrer NTV i la Fuji TV van transmetre episodis de Koi Karasawagi i Shin Domoto Kyodai que incloïen aparicions de Kumi. Després Fuji TV va afirmar haver rebut més de 100 queixes d'espectadors del programa. TV Asahi, qui tenia uns episodis de la sèrie Tetsuko no Heya, va optar per ajornar la difusió d'aquests episodis. El programa que tenia planejat per a la ràdio Tokyo FM també va ser cancel·lat i Kumi va ser reemplaçada per la seua companya d'Avex Ami Suzuki. El 7 de febrer Kumi plorà mentre es disculpava en el programa FNN Super News de Fuji TV. En una enquesta duta a terme pel lloc web de Sankei Sports al Japó, el 81% va considerar les seues disculpes com insuficients i Fuji TV declarà després que d'unes 300 cridades telefòniques rebudes després del programa, només 9 eren de suport per a la cantant.
Avex va decidir suspendre tota activitat pública per a Kumi Koda almenys fins a fins de gener, però no va negar que pogués durar més aquest "descans", si la reacció del públic no canviava fins a eixe temps. Malgrat tot, Kingdom va aconseguir arribar al primer lloc en les llistes d'Oricon venent més de 420 mil còpies en la seua primera setmana.

### Després de l'escàndol
El lloc web oficial de Kōdona Kumi està novament disponible amb el material suprimit, encara que mantenint les disculpes en portada. El dia 8 de març de 2008 Kōdona Kumi va enviar als membres del seu fanclub "Koda Gumi" un llibret amb informació, fotos inèdites i disculpes. Ella ha insistit en el fet que "les paraules reflecteixen la nostra forma de pensar i demana disculpes profundament, ja que ella no va pensar el que va dir".
Kōdona Kumi està nominada en els premis "MTV Video Music Awards Japan 08" amb "Ai no Uta" en la categoria "Millor vídeo femení", "LAST ANGEL" en la categoria "Millor vídeo de col·laboració" i "Kingdom" en la categoria "Millor àlbum de l'any".
El 31 de març de 2008 ix a la venda en DVD "Kōdona Kumi Live Tour 2007 -Black Cherry- Special Final in Tokyo Dome", el concert que va realitzar l'1 de desembre de 2007 en el Tòquio Dome en un escenari de 18 metres de llarg dissenyat per a semblar un vaixell pirata. Aquest concert commemora el 7º aniversari des del seu debut i inclou una rara actuació del seu senzill debut "Take Back". També inclou un disc extra amb un making-of i vídeo inèdit de prop de 60 minuts de durada.
El lloc web d'ORICON, ha publicat un sondeig sobre la pregunta "Amb quin artista te n'aniries d'aventures?", enfocat principalment a dones. Kōdona Kumi ha quedat en 3r lloc darrere de Shoko Nakagawa i Becky, la qual cosa sembla indicatiu que ja ha estat perdonada.
A 29 de març de 2008 l'àlbum "Kingdom" ha superat els 588.134 exemplars al Japó.

### Etapa post-Kingdom
S'anuncià oficialment que el senzill nombre 40 seria llançat l'11 de juny de 2008. Titulat com a MOON inclogué 4 temes, a l'estil de llançaments anteriors com 4 hot wave o FREAKY. El senzill inclogué "Moon Crying", el tema del drama per a televisió "PUZLE", de la cadena TV Asahi d'ABC, i altres 3 temes, 2 dels quals serien That Ain't Cool una col·laboració amb Fergie de The Black Eyed Peas i Once Again altra col·laboració amb PUSHIM, una cantant de reggae japonesa.
El dia 4 de maig de 2008 es rellançà la campanya publicitària per a la línia "Breeze" de la marca Gillette Venus, un anunci televisiu i una página web Arxivat 2008-05-05 a Wayback Machine. amb la imatge de Kumi. Aquesta és la segona ocasió que Kumi presta la seua imatge per a la marca i aquest anunci conserva la versió de Kumi del tema "Venus"). S'espera que aquest tema siga editat comercialment en una pròxima compilació o "BEST" enfocat a col·laboracions amb altres artistes, temes publicitaris i remescles, al costat de temes com la seua versió de We Will Rock You per a la marca de begudes KIRIN i la seua col·laboració amb els Blue Man Group per a la seua versió de I Feel Love. El títol provisional d'eixe "BEST" és WORKS & REMIX BEST COLLABORATION que eixí al llarg de 2008.
El 24 de setembre eixí a la venda el nou DVD KODA KUMI LIVE TOUR 2008 Kingdom, i el 8 d'octubre eixí un nou senzill titulat TABOO. I posteriorment, per al 10 de desembre s'anuncià un nou senzill anomenat stay with me, una nova balada acompanyada per un B-Side i amb dues diferents PV.

### Etapa Trick
El 28 de gener de 2009 es llança l'àlbum TRICK que és llançat en 2 versions CD i CD+2DVD. El 25 de març ixen a la llum dues BEST sota el títol de BEST REMIX WORKS i BEST OUTS & COLLABORATIONS, el primer amb diversos temes remesclats per diversos DJ's House i el segon, amb duets des de l'època dels 12 senzills fins a MOON.
El 31 de març, es llança el senzill It's all Love!, on la cançó principal és cantada juntament amb la seua germana misono. La segona pista és faraway tema que s'utilitza en la pel·lícula live-action Subaru, on comparteix OST amb BOA i DBSK que cantaren respectivament Eat you up i Bolero (la pel·lícula està basada en un manga, i tracta principalment d'una xica que arriba a la fama mitjançant el ball). L'última pista de It's all Love! és 天秤 ～強がりな私×弱がりな君～, cançó on únicament canta misono.

### Etapa Post-Trick
Per al 8 de juliol, Koda Kumi anuncia el seu 44º senzill, 3 SPLASH, el qual és un triple A-Side. D'aquest, es mostrara el tema principal dit " Lick em ♥ ", seguit d'"Ectasy" i "走れ!" (Hashire!). El senzill serà llançat en 3 edicions distintes, cadascuna reflectint la personalitat una de les cançons en la portada: CD＋DVD＋Pouch (Limited Edition), CD＋DVD＋Remix Tracks i CD.
A part d'açò, Koda, ha començat una campanya per a promocionar el seu nou esdeveniment KODA KUMI FEVER LIVE IN HALL II. Concert, on cantara els seus millors èxits, incloent el seu nou senzill [3 SPLASH], on debutara oficialment.

## Discografia

### Àlbums
| # Àlbum | Informació | Vendes                                               |
| ------- | --- | ---------------------------------------------------- |
| 1st     | affection - Data de Llançament: 27 de març, 2002 - Segell Discogràfic: rhythm zone - Posició Peak Llista Oricon: #12 - Total de Setmanes en Llista: 6                                                             | 91.360 còpies venudes                                |
| 2nd     | grow into one - Data de Llançament: 19 de març del 2003 - Segell Discogràfic: rhythm zone - Posició Peak Llista Oricon: #9 - Total de Setmanes en Llista: 45                                                      | 191.033 còpies venudes                               |
| 3rd     | feel my mind - Data de Llançament: 2 de febrer del 2004 - Segell Discogràfic: rhythm zone - Posició Peak Llista Oricon: #7 - Total de Setmanes en Llista: 40                                                      | 147.002 còpies venudes                               |
| 4th     | secret - Data de Llançament: 9 de febrer del 2005 - Segell Discogràfic: rhythm zone - Posició Peak Llista Oricon: #3 - Total de Setmanes en Llista: 58                                                            | 522,201 còpies venudes                               |
| 5th     | Black Cherry - Data de Llançament: 20 de desembre del 2006 - Segell Discogràfic: rhythm zone - Posició Peak Llista Oricon: #1 (quatre setmanes consecutives) - Total de Setmanes en Llista: 27 (encara en llista) | 1,460,000 (Total Reported Sales Avex) còpies venudes |
| 6th     | Kingdom - Data de Llançament: 30 de gener del 2008 - Segell Discogràfic: rhythm zone - Posició Peak Llista Oricon: #1 - Total de Setmanes en Llista: 1 (debut de l'àlbum)                                         | 611,202                                              |
| 7th     | TRICK - Data de Llançament: 28 de gener, 2009 - Segell Discogràfic: rhythm zone - Posició Peak Llista Oricon: #1 - Total de Setmanes en Llista: 1 (debut de l'àlbum)                                              | 385,677                                              |

#### Compilació
| # Àlbum | Informació | Vendes                                               |
| ------- | --- | ---------------------------------------------------- |
| --      | BEST ～first things～ - Data de Llançament: 21 de setembre del 2005 - Segell Discogràfic: rhythm zone - Posició Peak Llista Oricon: #1 - Total de Setmanes en Llista: 77    | 1,886,123 còpies venudes                             |
| --      | BEST ～second session～ - Data de Llançament: 8 de març, 2006 - Segell Discogràfic: rhythm zone - Posició Peak Llista Oricon: #1 - Total de Setmanes en Llista: 51          | 2,009,000 (Total Reported Sales Avex) còpies venudes |
| --      | BEST ～BOUNCE & LOVERS～ - Data de Llançament: 14 de març del 2007 - Segell Discogràfic: rhythm zone - Posició Peak Llista Oricon: #2 - Total de Setmanes en Llista: 17     | 294,270 còpies venudes                               |
| --      | OUTWORKS & COLLABORATION BEST - Data de Llançament: 25 de març del 2009 - Segell Discogràfic: rhythm zone - Posició Peak Llista Oricon: #7 - Total de Setmanes en Llista: 8 | 48,715 còpies venudes                                |
| --      | Driving Hit's - Data de Llançament: 21 de setembre del 2005 - Segell Discogràfic: rhythm zone - Posició Peak Llista Oricon: #6 - Total de Setmanes en Llista: 8             | còpies venudes                                       |

### Senzills
| nº   | Data Llançament | Títol                                                   | Posició Oricon | Còpies venudes |
| 1st  | 06/12/2000      | TAKE BACK                                               | #59            | 22.680         |
| 2nd  | 03/05/2001      | Trust Your Love                                         | #18            | 42.100         |
| 3rd  | 03/10/2001      | COLOR OF SOUL                                           | #18            | 12.780         |
| 4th  | 13/03/2002      | So Into You                                             | #50            | 5.800          |
| 5th  | 04/07/2001      | love across the ocean                                   | #19            | 22.100         |
| 6th  | 11/12/2002      | m·a·z·e                                                 | #25            | 12.816         |
| 7th  | 05/03/2005      | real Emotion / 1000 no Kotoba real Emotion / 1000の言葉 | #3             | 282.374        |
| 8th  | 27/08/2003      | COME WITH ME                                            | #14            | 41.370         |
| 9th  | 10/12/2003      | Gentle Words                                            | #15            | 27.164         |
| 10th | 15/01/2004      | Crazy 4 U                                               | #12            | 28.272         |
| 11th | 26/05/2004      | LOVE & HONEY                                            | #4             | 150.634        |
| 12th | 28/07/2004      | Chase                                                   | #18            | 21.690         |
| 13th | 08/09/2004      | Kiseki 奇跡                                             | #7             | 60.033         |
| 14th | 19/01/2005      | hands                                                   | #7             | 45.292         |
| 15th | 13/04/2005      | Hot Stuff feat. KM-MARKIT                               | #10            | 29.509         |
| 16th | 22/06/2005      | Butterfly                                               | #2             | 127.884        |
| 17th | 10/08/2005      | flower                                                  | #4             | 106.099        |
| 18th | 07/09/2005      | Promise / Star                                          | #4             | 61.312         |
| 19th | 07/12/2005      | you                                                     | #1             | 190.060        |
| 20th | 14/12/2005      | Birthday Eve (Limitat a 50.000 còpies)                  | #6             | 47.661         |
| 21th | 21/12/2005      | D.D.D. feat. SOULHEAD (Limitat a 50.000 còpies)         | #5             | 48.036         |
| 22th | 28/12/2005      | Shake It Up (Limitat a 50.000 còpies)                   | #6             | 47.014         |
| 23th | 04/01/2006      | Lies (Limitat a 50.000 còpies)                          | #7             | 46.989         |
| 24th | 11/01/2006      | feel (Limitat a 50.000 còpies)                          | #1             | 48.116         |
| 25th | 18/01/2006      | Candy feat. Mr. Blistah (Limitat a 50.000 còpies)       | #3             | 47.856         |
| 26th | 25/01/2006      | No Regret                                               | #4             | 131.348        |
| 27th | 01/02/2006      | Imasugu Hoshii 今すぐ欲しい (Limitat a 50.000 còpies)   | #5             | 47.411         |
| 28th | 08/02/2006      | KAMEN KAMEN feat. 石井竜也 (Limitat a 50.000 còpies)    | #3             | 46.971         |
| 29th | 15/02/2006      | WIND (Limitat a 50.000 còpies)                          | #3             | 46.619         |
| 30th | 22/02/2006      | Someday / Boys♥Girls                                    | #3             | 89.413         |
| --   | 01/03/2006      | Get It On (Llançament virtual)                          | --             |                |
| 31st | 24/05/2006      | Koi no Tsubomi 恋のつぼみ                               | #2             | 292.330        |
| 32nd | 26/07/2006      | 4 hot wave                                              | #2             | 382.640        |
| 33rd | 18/10/2006      | Yume no Uta / Futari de... 夢のうた / ふたりで・・・    | #1             | 301.980        |
| 34th | 06/12/2006      | Cherry Girl / Unmei Cherry Girl / 運命                  | #2             | 101.457        |
| 35th | 14/03/2007      | BUT / Aisho BUT / 愛証                                  | #2             | 128.736        |
| 36th | 27/06/2007      | FREAKY                                                  | #1             | 181.206        |
| 37th | 12/09/2007      | Ai no Uta 愛のうた                                      | #2             | 134.831        |
| 38th | 7/11/2007       | Last Angel ft. Tohoshinki                               | #3             | 89.620         |
| 39th | 23/01/2008      | anytime                                                 | #4             | 43.051         |
| 40th | 11/06/2008      | MOON                                                    | #2             | 107.560        |
| 41th | 08/10/2008      | TABOO                                                   | #1             |                |
| 42th | 10/12/2008      | stay with me                                            | #1             |                |
| 43th | 31/03/2009      | It's all Love!                                          |                |                |
| 44th | 08/07/2009      | 3 SPLASH                                                | #2             |                |

#### Altres
- TAKE BACK (US CD Single) (12 de juny, 2001)
- Trust Your Love (US CD Single) (2 de novembre, 2001)
- the meaning of peace (KODA KUMI & BoA) (19 de desembre, 2001) — #12 66.840 còpies venudes
- WON'T BE LONG (EXILE & Kumi Koda) (22 de novembre, 2006) - #2 130.710 còpies venudes

### Colaboraciones
- the meaning of peace / Kumi Koda & BoA (2001)
- SWITCH feat. Kumi Koda & Heartsdales / LISA
- It's a small World / Kumi Koda & Heartsdales
- BELIEVE feat. Kumi Koda / DJ TUKAYA (2004)
- Rainy Day (feat. Kumi Koda) / KM-MARKIT (2005)
- Just Go feat. Koda Kumi / JHETT a.k.a.YAKKO FOR AQUARIUS (2005)
- Super Sonic / Kumi Koda & Daisuke Imai (2005)
- JOY -meets Koda Kumi- / TRF (2006)
- XXX feat. Kumi Koda / SOULHEAD (2006)
- won´t be long / EXILE (2006)
- Last Angel / Tohoshinki (2007)
- That ain't cool / Fergie (2008)
- It's All Love! / Misono La seua germana menuda (2009)